# 부시술티리노
부시술티리노(이탈리아어: Bussi sul Tirino)는 이탈리아 아브루초주 페스카라도에 위치한 코무네다. 그란산소 몬티델라라가 국립공원에 위치한다.